# 王金山 (1919年)
王金山（1919年—1992年），男，汉族，陕西清涧人，中国人民解放军海军东海舰队原后勤部第一副部长。

## 生平
1935年参加中国工农红军，1936年加入中国共产党。第一次国共内战时期，历任红25军75师225团战士，警卫员，看护员，看护班长；参加了崂山，榆林桥，直罗镇、东征和山城堡等战役。抗日战争时期，历任八路军115师344旅688团司药，军医助理，军医；新四军3师10旅旅部门诊部主任，新四军3师淮海6分区卫生部休养所所长，淮海6分区卫生部干事，主任；参加了平型关，反九路围攻等战役，1938年在张庄战役中负伤。
第二次国共内战时期，历任华东野战军第7野战医院副院长兼手术队队长，中国人民解放军第三野战军卫生部科长，华东军区海军卫生部科长；参加了七战七捷，莱芜，孟良崮，沙土集，豫东，淮海等战役；参与了华东军区海军卫生系统的组建。
中华人民共和国成立后，历任华东军区海军卫生部科长，副部长，海军总医院院长（上海），海军舟山基地卫生处处长。1954年被评为三等甲级残废军人。1955年被授予中国人民解放军中校军衔，荣获三级八一勋章，三级独立自由勋章，三级解放勋章。1955年至1959年进中国人民解放军第二军医大学卫勤系学习。毕业后，历任海军舟山基地后勤部副部长兼卫生处处长，海军东海舰队后勤部卫生部部长，海军上海基地后勤部部长，海军东海舰队后勤部第一副部长。1961年晋升为上校军衔，1965年晋升为大校军衔。1982年以正军职离休。1988年荣获二级红星功勋荣誉勋章。1992年在上海去世。